# Morelos Sur
Avenida José María Morelos, o simplemente Morelos Sur, es una avenida que corre de norte a sur en la ciudad de Cuernavaca, Morelos. Tiene una longitud de 5,6 km y en ella está la zona comercial, turística y cultural más importante de la ciudad.

## Descripción
Es una avenida que comienza con cuatro carriles en ambos sentidos, pero dirigiéndose hacia el centro, cambia a un solo sentido y se reduce a dos carriles. Corre de norte a sur de la ciudad y tiene una longitud de 5,6 km, comenzando con la intersección de las avenidas Emiliano Zapata y Álvaro Obregón, en la colonia La Pradera, hasta la unión con la Autopista del Sol (México), en la colonia Chipitlán.
En esta importante arteria vial se encuentra el polo central cultural, comercial y turístico de toda la ciudad. Esto se debe, principalmente, a que esta avenida es paralela al centro de Cuernavaca y fue de las primeras calles en poblarse en su totalidad. Aquí se encuentran asentadas varias construcciones, monumentos y parques simbólicos de la ciudad.

## Sitios de interés

### Catedral de Cuernavaca

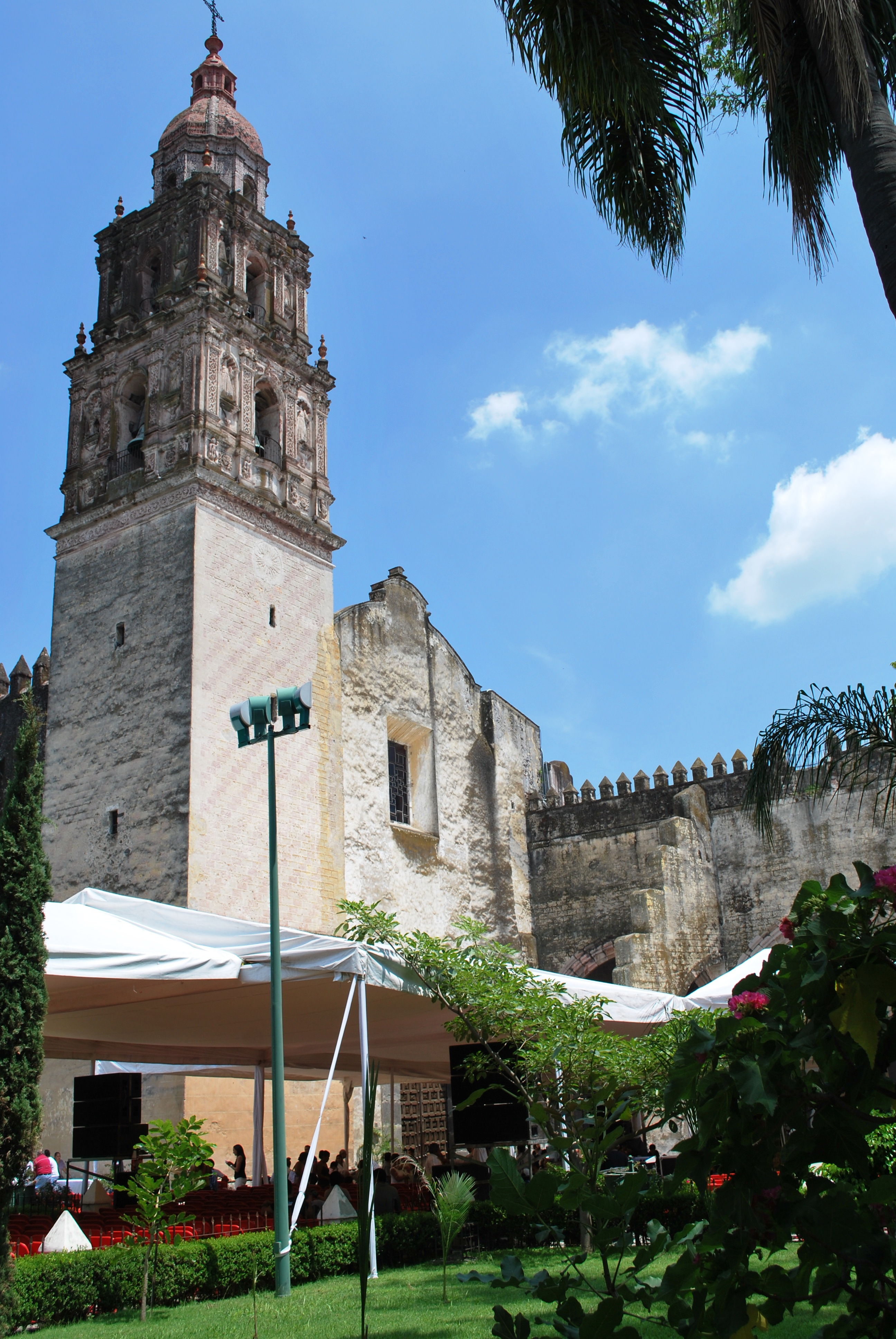
Catedral de Cuernavaca.

Es un edificio barroco del siglo xvi, lo que la convierte en una de las catedrales más antiguas del país. Originalmente, fue erigida como Convento de la Asunción, la quinta fundación franciscana en México. Se estableció en 1525 por los doce primeros frailes franciscanos que llegaron al país, con la ayuda de un nuevo grupo recién llegado de España.

### Jardín Borda
Construcción edificada como casa de reposo con iglesia por el acaudalado minero taxqueño José de la Borda, que, con el tiempo, se convirtió en la casa de reposo del emperador Maximiliano I de México y de su esposa, Carlota de Habsburgo. Actualmente, es el Museo Jardín Borda, el mismo que exhibe flora y fauna de la ciudad; cabe mencionar que es aquí donde se sembraron los primeros árboles de mango traídos de la Nueva España.

### Cine Morelos
De los primeros que se construyeron en el Estado. Hoy alberga un pequeño teatro.

### Chapitel del Calvario
Conjunto de edificios religiosos dedicados para el famoso «Calvario». Se trata de un chapitel o capilla posa que data de 1538 dedicado, hoy en día, a la Virgen de Guadalupe y una iglesia o templo dedicado a San José, que se construyó en 1900.
- Datos: Q6024097